# Kamionka (powiat chełmski)
Kamionka – kolonia w Polsce położona w województwie lubelskim, w powiecie chełmskim, w gminie Siedliszcze. Przez miejscowość przebiega droga krajowa nr  .
W latach 1975–1998 miejscowość należała administracyjnie do ówczesnego województwa chełmskiego. 
Kolonia stanowi sołectwo gminy Siedliszcze. Według Narodowego Spisu Powszechnego Ludności i Mieszkań (III 2011 roku) miała 142 mieszkańców i była piętnastą co do wielkości miejscowością gminy. 

## Części kolonii
| SIMC    | Nazwa    | Rodzaj        |
| ------- | -------- | ------------- |
| 0107590 | Za Szosą | część kolonii |

## Historia
Wieś wymieniona w dokumentach z roku 1578.
Kolonia niemiecka założona została w latach 1880-1890. Była jedną z najbogatszych miejscowości osadniczych w gminie Siedliszcze.
W „Spravocnej kniżce ljublinskoj guberni” wydanej w 1905 roku w Lublinie, wymieniona jest Kolonia Kamionka licząca 23 domy i 117 mieszkańców. Brak w niej wzmianki o folwarku lub dworze. W I ćwierci XX wieku na terenie wsi istniał duży majątek prywatny, który w 1914 roku należał do Stefana Sekutowicza.